# Filices Lechlerianae
Filices Lechlerianae (abreviado Fil. Lechl.) es un libro ilustrado con descripciones botánicas que fue escrito por el botánico y pteridólogo aborigen de Fráncfort del Meno, Georg Heinrich Mettenius. Se publicó 2 partes en los años 1856-1859, con el nombre de Filices Lechlerianae Chilenses ac Peruanae...